# Dogato
Der Dogato war eine Masseneinheit für Gold in der mosambikanischen Industrie- und Hafenstadt Quelimane. Outava oder Selemi entspricht dem 64. Teil der portugiesischen Gold- und Gewichtsmark Marco. 
- 1 Dogato = 6 Outavas = 21,516 Gramm